# Melanimon tibiale

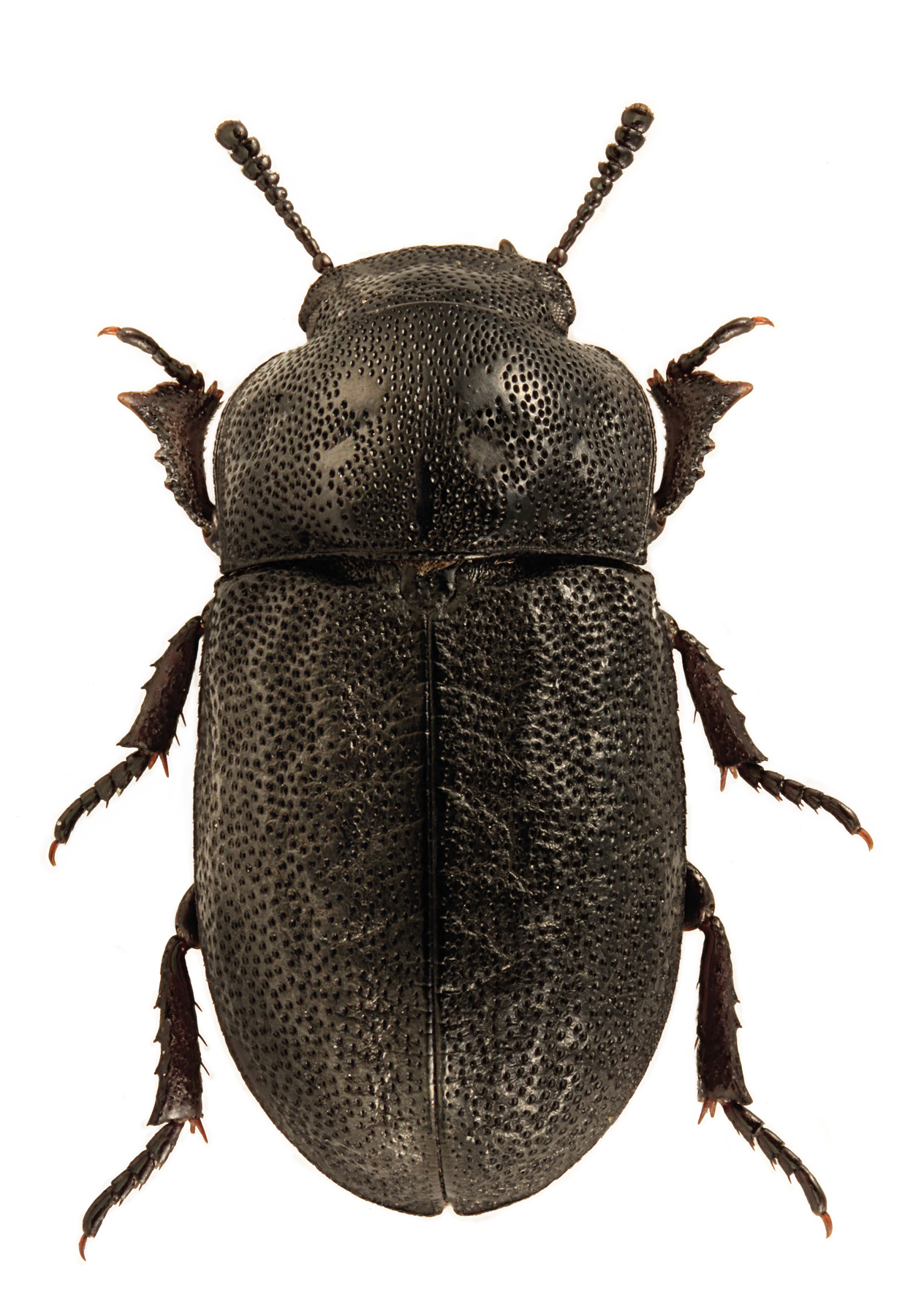
Präparat

Melanimon tibiale ist ein Käfer aus der Familie der Schwarzkäfer (Tenebrionidae). Die Art ist der einzige Vertreter der Gattung Melanimon in Mitteleuropa.

## Merkmale
Die mattschwarzen Käfer sind 3–4 mm lang. Die kurzen Fühler besitzen keulenförmige Endglieder. Der seitlich gerundete Halsschild ist so breit wie die Flügeldeckenbasis. Der grob punktierte Halsschild weist 5 glatte Stellen auf. Über die Flügeldecken verlaufen zwei erhöhte Längsrippen. Die Flügeldecken umschließen den ganzen Hinterleib. Die Vorderschienen sind stark verbreitert.

## Verbreitung
Melanimon tibiale ist eine paläarktische Art. Sie ist in Europa weit verbreitet. Im Norden reicht ihr Vorkommen bis nach Skandinavien und nach Großbritannien. Auf der Iberischen Halbinsel fehlt die Art. Im Osten reicht ihr Verbreitungsgebiet bis nach Zentralasien und Sibirien.

## Lebensweise
Die adulten Käfer beobachtet man im Mai und Juni. Die Käferart bevorzugt trockene Sandböden, insbesondere Küsten- und Binnendünen, als Biotop. Melanimon tibiale findet man häufig im selben Lebensraum wie die etwas größere Schwarzkäferart Opatrum sabulosum.

## Taxonomie
In der Literatur finden sich folgende Synonyme:
- Melanimon tibialis (Fabricius, 1781)
- Opatrum tibiale Fabricius, 1781